# Eschbach (Markgräflerland)
Eschbach ist eine Gemeinde im Markgräflerland im Südwesten Baden-Württembergs und liegt etwa 15 Kilometer südlich von Freiburg im Breisgau im Landkreis Breisgau-Hochschwarzwald.

## Geografie
Eschbach liegt in der Oberrheinischen Tiefebene zwischen Oberrhein im Westen und dem Schwarzwald im Osten, zwischen Bad Krozingen im Norden und Heitersheim im Süden. Durch Eschbach fließt der Eschbach.

## Geschichte
Der Flecken Ascabah findet sich erstmals im Jahr 807 in einer Urkunde. Im Laufe der Jahrhunderte hatten verschiedene Klöster Besitz an Eschbach, so die Klöster St. Gallen, St. Blasien und St. Trudpert, die es als Lehen an Adelsfamilien vergaben. Im Jahr 1368 wurde Eschbach mit dem gesamten Breisgau vorderösterreichisch. In den folgenden 400 Jahren übten unter anderem die Herren von Rappoltstein (1500–1613) und der Johanniterorden (1613–1806) die Dienstherrschaft aus. Im Jahre 1806 wurde die Gemeinde dann dem Großherzogtum Baden zugeschlagen. Eschbach gehörte zum Bezirksamt Staufen und gelangte über den Landkreis Müllheim (1936) in den heutigen Landkreis Breisgau-Hochschwarzwald (1973).

## Religionen
Die katholische Kirche St. Agnes wurde bereits 1275 erstmals erwähnt. Die evangelischen Gläubigen gehören zur evangelischen Pfarrei Heitersheim. Einwohnerzahlen nach Religion mit Stand 2018 waren 1.018 katholisch, 538 evangelisch und 925 waren konfessionslos oder hatten eine sonstige Religion.

## Politik

### Gemeinderat
Die Kommunalwahl am 9. Juni 2024 führte bei einer Wahlbeteiligung von 62,5 % (2019: 61,4 %) zu folgendem Ergebnis:

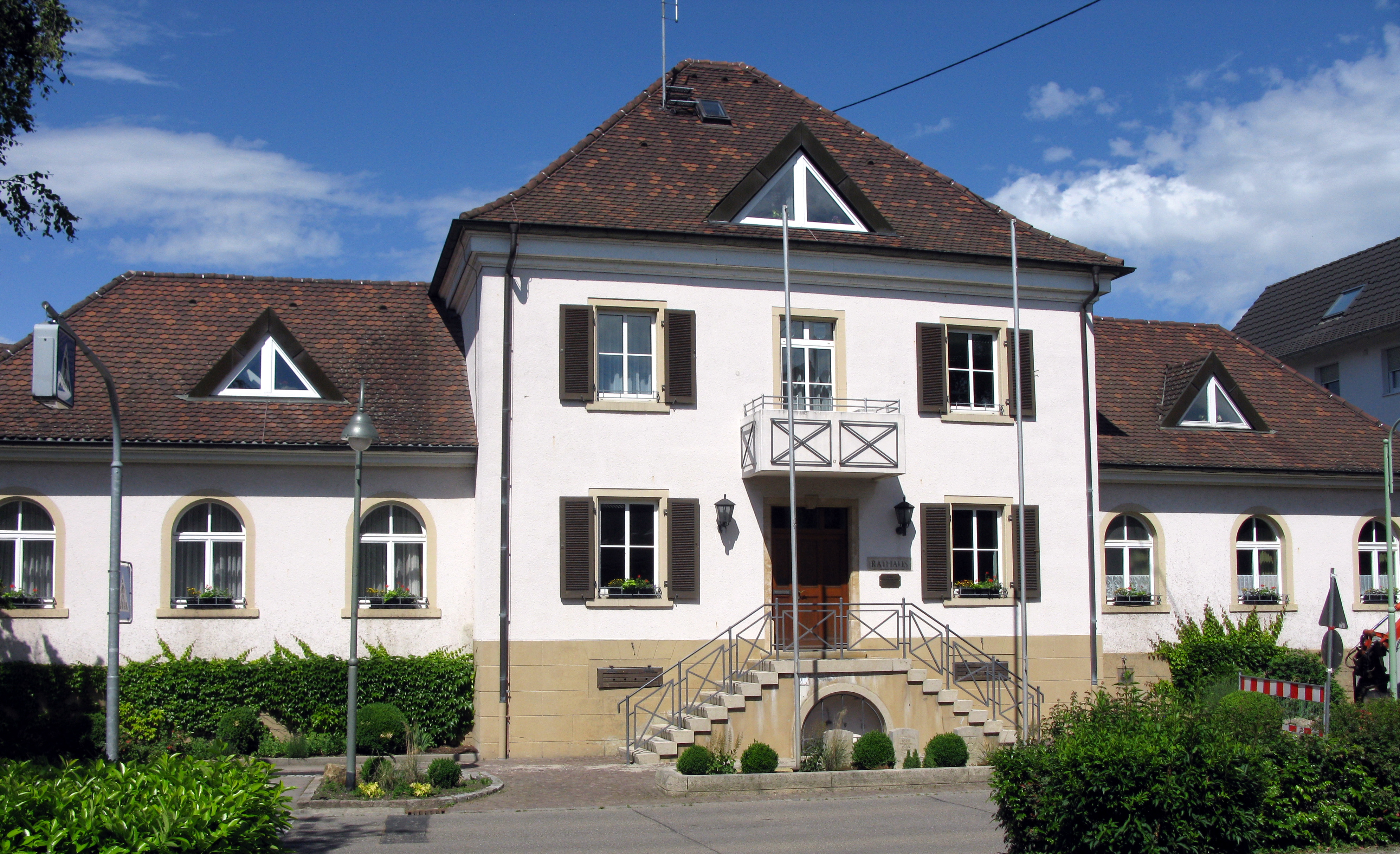
Ehemaliges Rathaus von Eschbach

| Partei / Liste    | 2024          | 2024  |               | 2019  | 2019 |
| Partei / Liste    | Stimmenanteil | Sitze | Stimmenanteil | Sitze |      |
| CDU               | 46,4 %        | 5     | 34,9 %        | 3     |      |
| Freie Bürgerliste | 53,7 %        | 5     | 65,1 %        | 7     |      |

### Bürgermeister
Bürgermeisterin der Gemeinde ist seit dem 1. August 2023 Sarah Michaelis. Sie wurde am 21. Mai 2023 mit vier Stimmen Vorsprung auf Amtsinhaber Mario Schlafke (FW), der von 2015 bis 2023 amtierte, gewählt. Von 1983 bis 2015 war Harald Kraus Bürgermeister.

### Wappen
Bevor Eschbach im 19. Jahrhundert eigene Siegel mit drei Hufeisen und schmückendem Beiwerk einführte, nutzte die Gemeinde ein allgemeines Typar mit dem Johanniterkreuz ohne Umschrift.
1900 nahm die Gemeinde auf Empfehle des Generallandesarchives das heutige Wappen an, das auf historischen Herrschaftsverhältnisse Bezug nimmt. Das Johanniterkreuz findet sich im Wappen der Herren von Rappoltstein.

### Zweckverband
Eschbach ist Mitglied im Grenzüberschreitenden örtlichen Zweckverband Mittelhardt-Oberrhein, der auf Basis des Karlsruher Übereinkommens die grenzüberschreitende kommunale Zusammenarbeit von Gemeinden im Elsass und Baden fördert.

## Kultur und Sehenswürdigkeiten

### Bauwerke

#### Hofgut Weinstetten

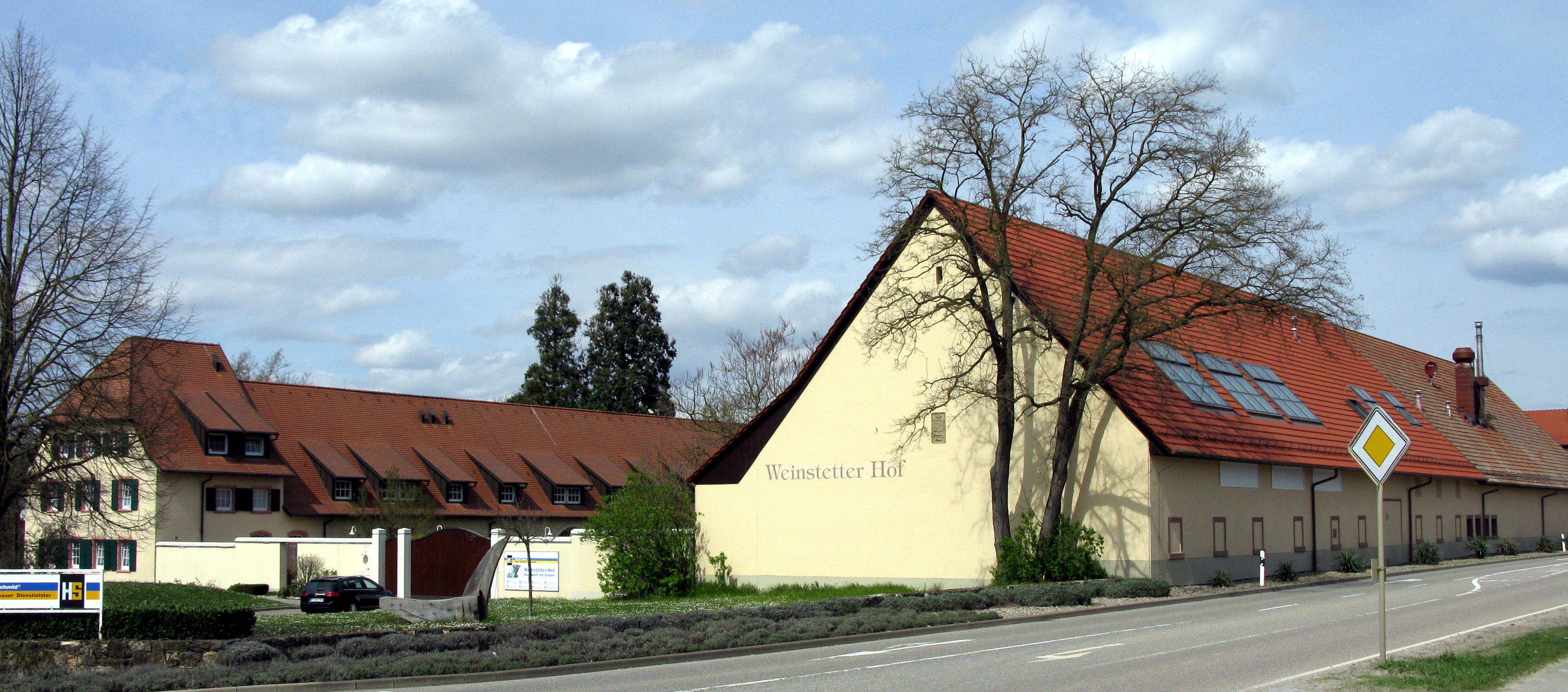
Weinstetter Hof

Das älteste überlieferte Gebäude Eschbachs ist das herrschaftliche Hofgut Weinstetten nördlich der Wüstung Weinstetten, die jetzt zu Eschbach gehört. Das abgegangene Dorf Weinstetten wurde im Jahr 896 erstmals urkundlich unter dem Namen Vizzilistat erwähnt. Durch das Rheinhochwasser von 1482 wurde es fast vollständig zerstört. Nur der herrschaftliche Hof im Norden des Dorfes, der 1271 von den Herren von Üsenberg an die Johanniter von Freiburg verkauft worden war, blieb erhalten. 

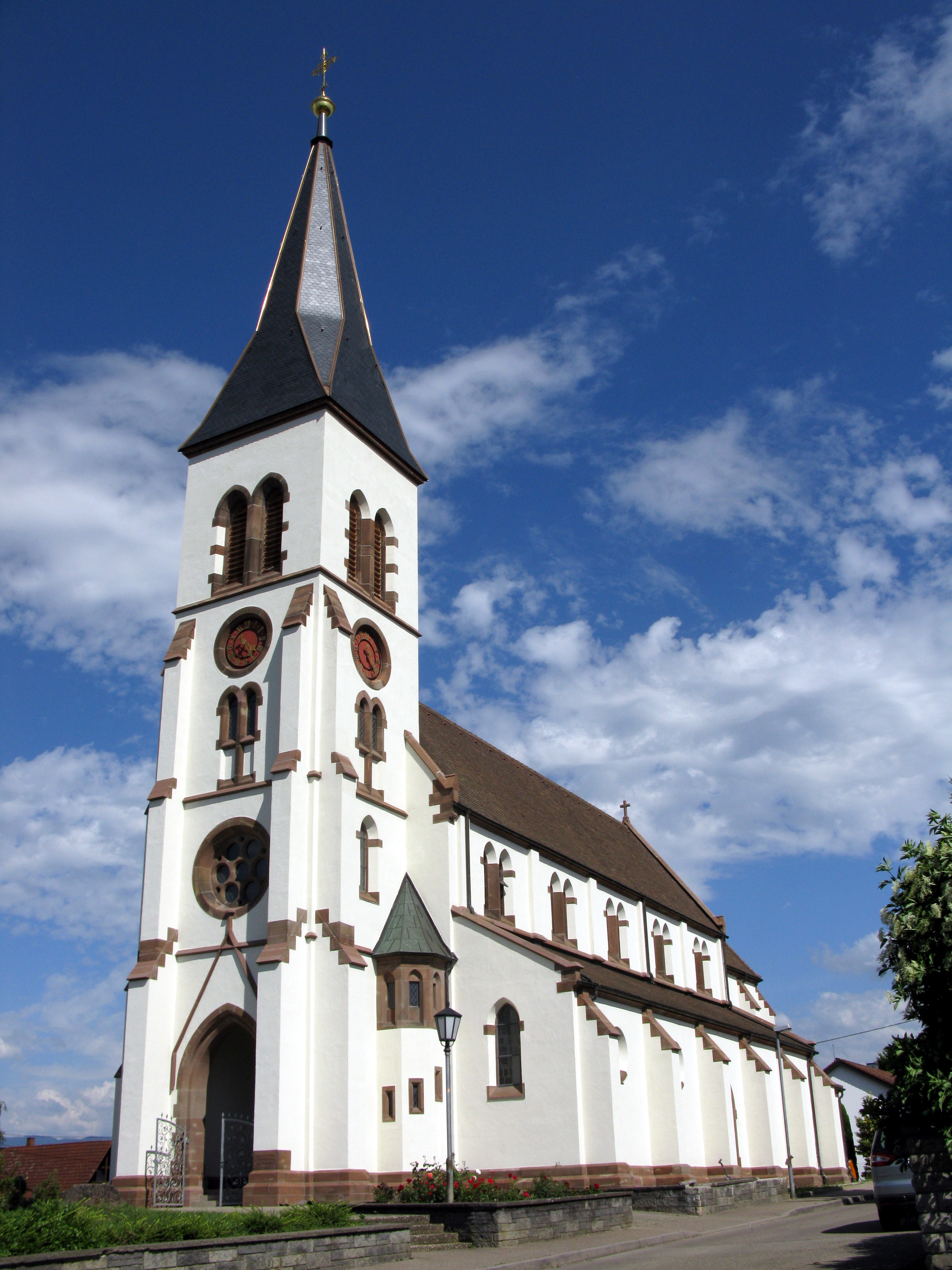
St. Agnes

Um 1606 errichtete Fürst-Großprior von Rosenbach das Gutshaus. Der Weinstetter Hof ist heute im Besitz der Malerwerkstätten Heinrich Schmid und wurde restauriert. Der Öffentlichkeit ist er bei Veranstaltungen wie Open-Air-Konzerten oder dem Adventsmarkt zugänglich.

#### Sankt Agnes

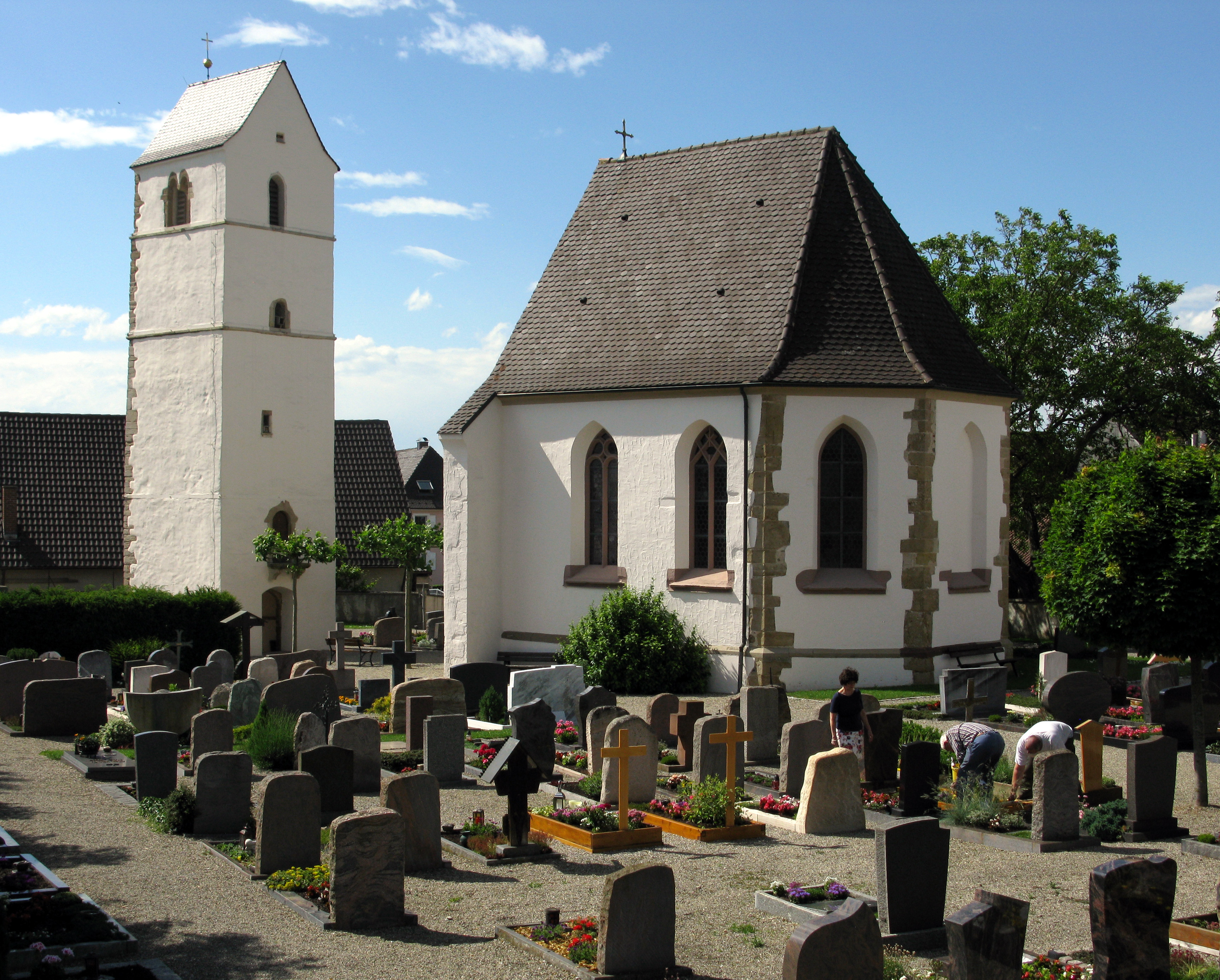
Friedhofskapelle

Die erste St.-Agnes-Kirche ist die heutige Friedhofskapelle. Der frühromanische Glockenturm stammt vermutlich aus dem 11. Jahrhundert. Bei Ausgrabungen Ende des 19. Jahrhunderts traten Reste des romanischen Langhauses aus dem 10. oder 11. Jahrhundert zu Tage. Im 13. Jahrhundert wurden die Rundbogen- zu Spitzbogenfenstern umgebaut, sowie der Chor und der Sakristeiraum angebaut. 1468 wurde der Bau erstmals der Heiligen Agnes von Rom zugewiesen. 1517 wurde die Kirche renoviert und die Wände bemalt, wie heute im Chor noch zu sehen ist. Ab dem 17. Jahrhundert wurde sie baufällig, war einsturzgefährdet, so dass sie abgestützt werden musste.
1885 wurde dann jenseits der Bahn mit dem Bau der neuen St.-Agnes-Kirche begonnen, die 1888 geweiht wurde. Im selben Jahr wurde das Langhaus der alten Pfarrkirche abgerissen, Turm und Chor sollten folgen, weil die Gemeinde die Kosten für den Unterhalt scheute. Das Bauamt hielt den Turm aber für erhaltenswert und so handelte die Gemeinde mit dem badischen Staat aus, dass er für den Unterhalt des Turmes aufkommt und sie den Chor erhält. So durfte auch der Friedhof an dieser Stelle bleiben und der ehemalige Chor dient heute als Friedhofskapelle. Zeitweise wurde er auch von der evangelischen Gemeinde genutzt.

#### Eschbacher Castell

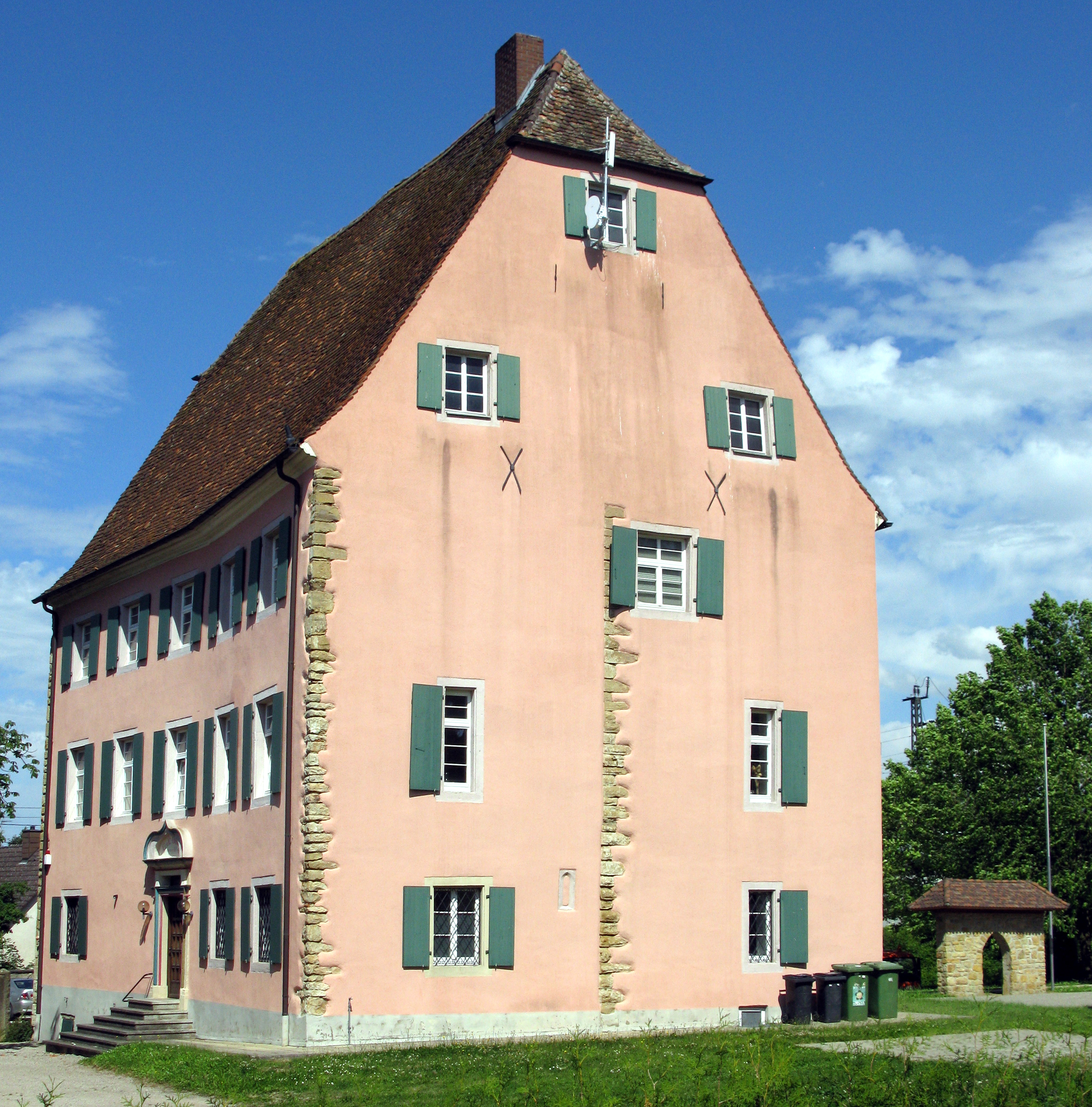
Eschbacher Castell

Das markanteste Gebäude Eschbachs ist das Adelshaus aus dem 14. Jahrhundert. Es ist ein dreistöckiges Herrschaftshaus mit einem weithin sichtbaren, hochaufragenden Baukörper. Ab 1795 wurde es unter dem Namen Zum Löwen als Gastwirtschaft betrieben. Bei Sanierungsmaßnahmen im Jahr 1999 kamen Um- und Anbauphasen, aber auch der ehemalige Turm der „Brennerin“ zum Vorschein. Das Adelshaus erhielt den Namen Eschbacher Castell. Seit Dezember 2018 ist das historische Gebäude das Rathaus der Gemeinde.

## Wirtschaft und Infrastruktur

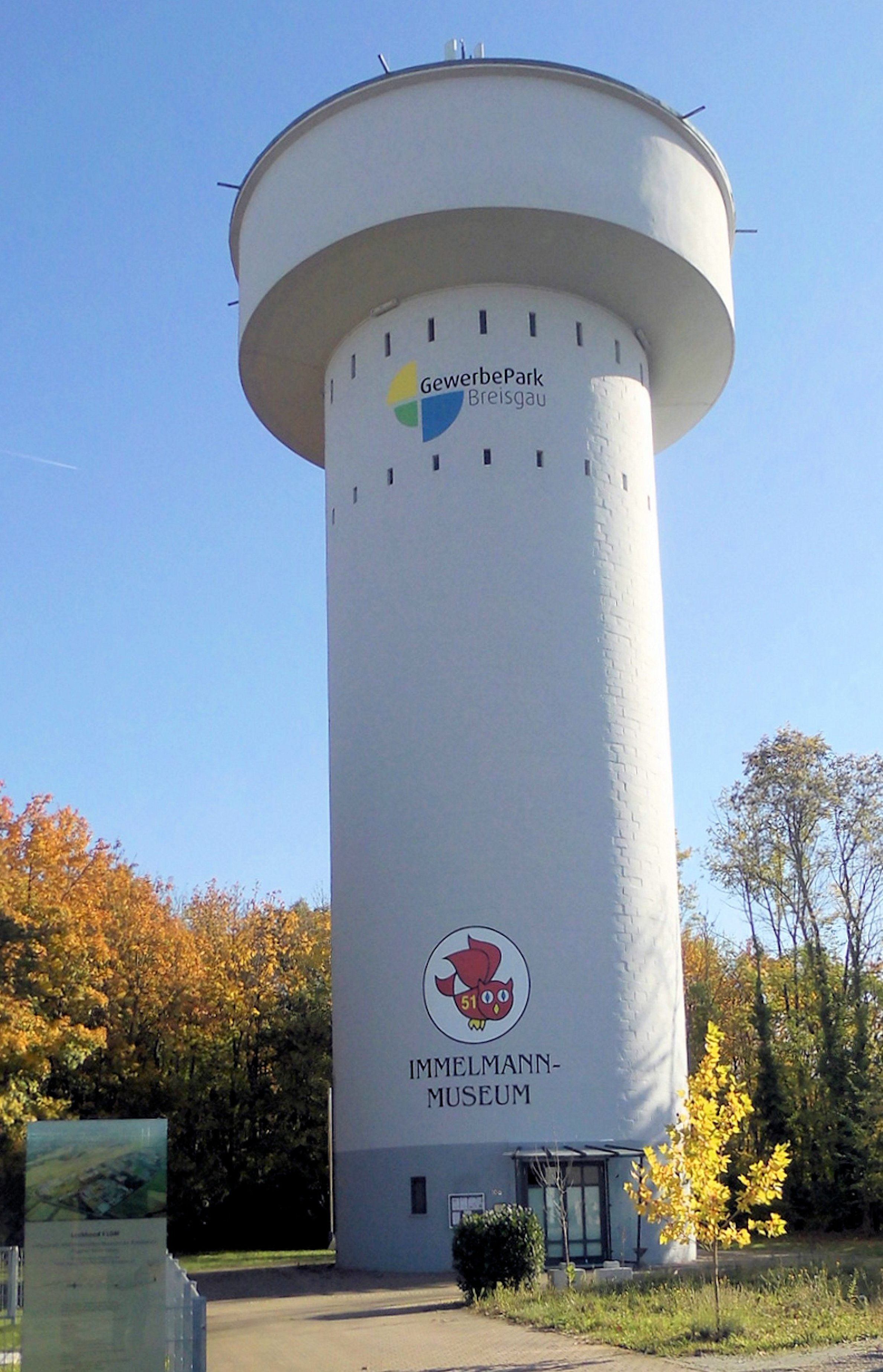
Immelmann-Museum im alten Wasserturm des Gewerbeparks Breisgau

### Wirtschaft
Im interkommunalen Gewerbepark Breisgau haben sich inzwischen über 170 Unternehmen angesiedelt. Unter anderen haben LiDL, GLS und Dachser dort Logistikstandorte sowie der Fotodienstleister Cewe, welcher dort Fotobücher herstellt. Der Gewerbepark verfügt neben dem Autobahnanschlusses Hartheim/Heitersheim und dem Sonderlandeplatz Bremgarten über einen Gleisanschluss an die Rheintalbahn im Bereich des Bahnhofs Heitersheim.

### Bildung
In Eschbach gibt es mit der „Rappoltsteiner Schule“ eine Grundschule, außerdem verfügt die Gemeinde mit St. Anna und Arche Noah über zwei Kindergärten in der Trägerschaft der Gemeinde.

### Verkehr

#### Fernstraßen

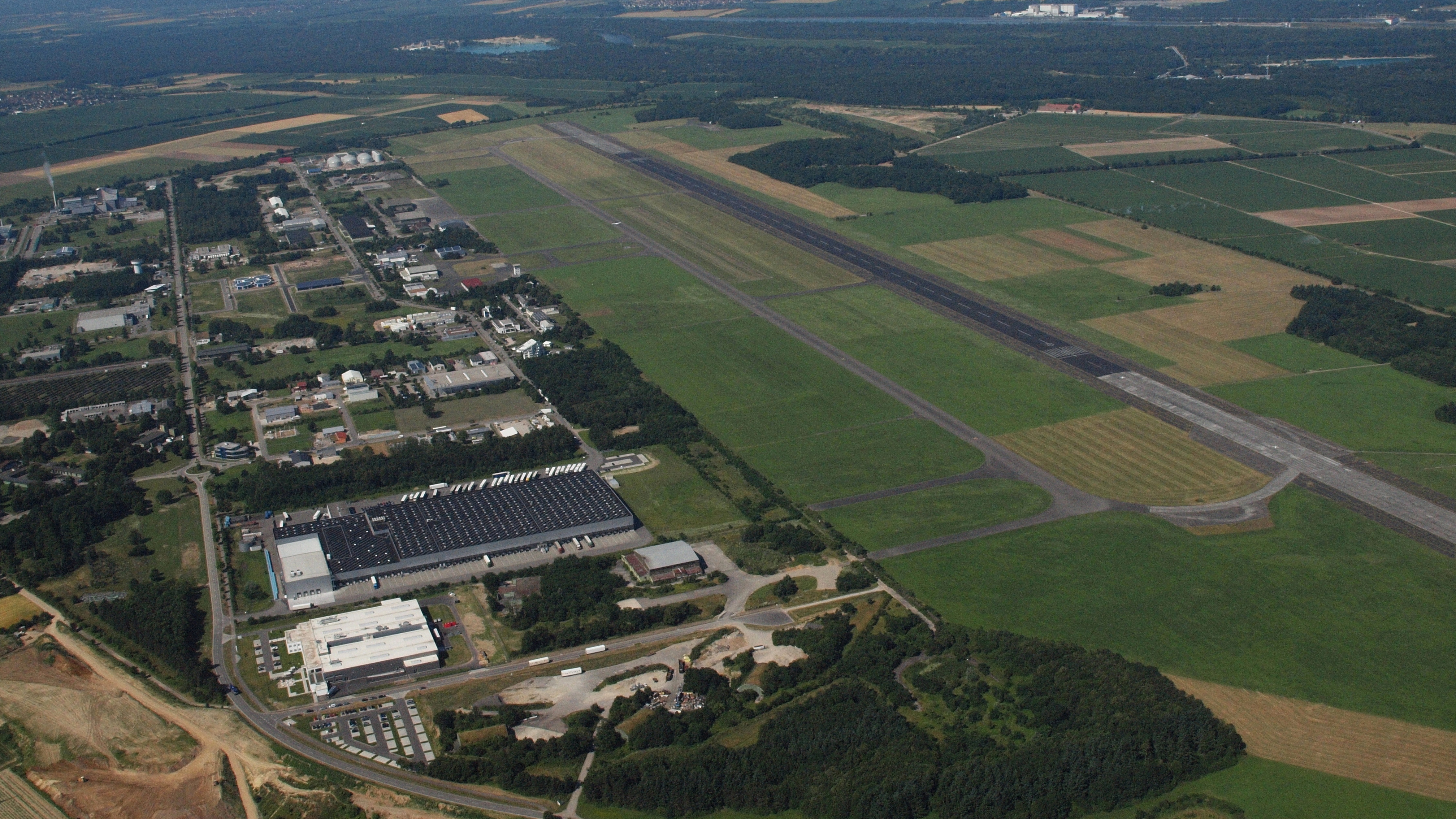
Eschbach, Flugplatz Bremgarten

Eschbach liegt in der Nähe der Bundesautobahn 5. Der Ort ist über die Autobahnabfahrt 64b (Hartheim-Heitersheim-Eschbach) durch den Gewerbepark Breisgau zu erreichen.

#### Bahn- und Busverkehr
Eschbach wird durch die Rheintalbahn Karlsruhe–Basel zerschnitten, die überdies im Ort eine relativ enge Kurve, den Eschbacher Bogen, macht, der die Züge zwingt, auf unter 100 km/h abzubremsen. Eine Entschärfung der Kurve wird, da es sich um eine ICE-Strecke handelt, seit Jahrzehnten diskutiert und würde bei einer Realisierung einen Eingriff in die örtliche Bausubstanz bedeuten.
Zudem sah der Bundesverkehrswegeplan 2003 den viergleisigen Ausbau der Rheintalbahn bis 2016, dem geplanten und tatsächlichen Zeitpunkt der Fertigstellung des Gotthard-Basistunnels vor. Die beiden neuen Gleise, die nach bisheriger Planung dem Güterverkehr vorbehalten sein sollen, sollen etwa 1,5 km westlich zwischen Eschbach und dem Gewerbepark durch die freie Landschaft zur A 5 gebaut werden. Das Planfeststellungsverfahren dieses Abschnitts 8.4 soll im Laufe des Jahres 2024 abgeschlossen werden.
Eschbach selbst verfügt über keinen eigenen Bahnhof mehr, was an der Nähe des nur etwa 1,5 Kilometer entfernten Bahnhofs Heitersheim liegt. Die Anbindung mit öffentlichen Verkehrsmitteln wird von der Südbadenbus Gesellschaft (SBG) gewährleistet.

#### Radverkehr
Durch eine Alltagsroute aus dem Radnetz Baden-Württemberg ist Eschbach mit Bad Krozingen und über Heitersheim und Buggingen mit Müllheim im Markgräflerland verbunden. Die Strecke verläuft nicht direkt durch den Ort, sondern an der Bundesstraße 3 dicht daran vorbei.
Bis Heitersheim gibt es überdies eine Strecke an der Bahn entlang.

#### Intermodaler Verkehr
Seit April 2024 ist der Gewerbepark Breisgau mit fünf Stationen an das Fahrradverleihsystem Frelo angeschlossen. Eine weitere Station besteht am ca. 15 Minuten entfernten Bahnhof in Heitersheim, die den Gewerbepark mit dem Nahverkehr verbindet.

#### Flugplatz
Im größtenteils auf der Eschbacher Gemarkung liegenden interkommunalen Gewerbepark Breisgau befindet sich der ehemalige Luftwaffen-Stützpunkt und heutige zivile Sonderlandeplatz Flugplatz Bremgarten.